# David Morgan
David Morgan (ur. 1 stycznia 1994 w Cardiff) – australijski pływak specjalizujący się w stylu motylkowym, medalista igrzysk olimpijskich i mistrzostw świata.

## Kariera pływacka
W 2015 roku na mistrzostwach świata w Kazaniu płynął w eliminacjach sztafet 4 × 100 m stylem zmiennym. Otrzymał srebrny medal, kiedy reprezentacja Australii zajęła w finale drugie miejsce. Indywidualnie startował na dystansie 200 m stylem motylkowym, gdzie z czasem 1:58,83 zajął 16. miejsce.
Rok później, podczas igrzysk olimpijskich w Rio de Janeiro wraz z Mitchem Larkinem, Jakiem Packardem i Kyle’em Chalmersem zdobył brązowy medal w wyścigu sztafet 4 × 100 m stylem zmiennym. W konkurencji 100 m stylem motylkowym nie zakwalifikował się do finału i z czasem 51,75 zajął dziewiąte miejsce. Startował także na dystansie 200 m stylem motylkowym. W eliminacjach uzyskał czas 1:56,81 i uplasował się na 19. miejscu.